# .476 Enfield
.476 Enfield, також відомий як .476 Eley, .476 Revolver та інколи .455/476, британський револьверний набій центрального запалення з зарядом чорного пороху. Назва Enfield походить від місця розташування Королівського заводу стрілецької зброї в Enfield Lock, арсеналу де випускали стрілецьку зброю для британських збройних сил, а Eley була назва британського комерційного бренду. Набій використовували в револьвері Enfield Mk II, варіант Mk III було представлено британській армії в 1881 році, замінивши ранні набої .476 Enfield Mark I та II, який в свою чергу замінив набій .450 Adams, у всіх цих набоях використовували чорний порох.

## Історія

### Британська служба
Набій .476 Enfield знаходився на озброєнні Британії не великий період часу і був замінний набоєм з чорним порохом .455 Webley Mark I в 1887 році, а пізніше набоєм з бездимним порохом .455 Webley Mark II у вересні 1897 року. Трохи більше 1000 Enfield Mark II були замовлені Канадською королівською кінною поліцією і залишався на озброєнні до 1911 року, коли останні револьвери Енфілди були замінені більш сучасними (і надійними) револьверами .45 Colt New Service.

### Взаємозамінність
В набої була куля така сама, що і в .455 (11,6 мм) Webley Mark I, гільза .476 на 0.05 мм довша і містить заряд 18 гранів (1,17 г) чорного пороху, в порівнянні 6,5 грановим (0,42 г) зарядом кордиту в набої .455 Mark I. Хоча набій .476 Enfield можна було використовувати у британських службових револьверах під набій .455 Webley, були проблеми з пізнішими револьверами Colt або Smith & Wesson .455 калібру, оскільки діаметр стволу їх дещо менший.
Незважаючи на різницю в параметрах, набій .476 можна було легко замінити ранніми набоями .450 Adams та .455 Webley (останній — у чорному порошку Mark I та бездимні Mark II — VI), так і американським .455 Colt (комерційний набій .455 Webley в США, з дещо іншою балістикою), оскільки всі вони мали кулю .455 in (11,6 мм), різниця полягала в тому який діаметр вимірювали. Офіційно набоями .450 Adams, .476 Enfield та .455 Webley можно стріляти з револьвера Webley Mark III British Government Model;  хоча довжина гільзи, вага і форма кулі, а також заряд відрізнялися, всі три набої мають діаметр гільзи .476 дюйми з діаметром кулі .455 дюйми, що дозволяє стріляти зі ствола діаметром .450 дюйми.